# Johann Matthäus Bechstein
Johann Matthäus Bechstein, född 11 juli 1757 i Waltershausen, död 23 februari 1822 i Dreißigacker vid Meiningen, var en tysk skogsvetare och ornitolog. Han var morbror och adoptivfar till Ludwig Bechstein. 
Bechstein studerade teologi i Jena och ägnade sig samtidigt åt naturvetenskaperna. Han anställdes 1785 som lärare vid Christian Gotthilf Salzmanns uppfostringsanstalt i Schnepfenthal vid Waltershausen och utgav 1789-95 sitt kända verk Gemeinnützige Naturgeschichte Deutschlands nach allen drei Reichen. År 1795 grundade han ett skogsinstitut nära sin födelsestad, stiftade Societät der Forst und Jagdkunde och 1797 det därmed förbundna tidskriften "Diana". År 1800 kallades han till att upprätta en skogsakademi i Dreißigacker, och under hans ledning vann denna anstalt ett inte ringa anseende. 
Förutom det ovannämnda arbetet och en del mindre avhandlingar utgav han Naturgeschichte der schädlichen Forstinsekten (tre band, 1804-05), samt i det store verk Die Forst- und Jagdwissenschaft nach allen ihren Theilen (14 band, 1818-27) olika band, behandlande bland annat skogsbotanik, skogsentomologi och skogsvård. Han var den förste, som med kraft gick i bräschen för skyddet av nyttiga djur (särskilt fåglarna), och kämpade ivrigt for en rationell behandling av dessa. Bland hans ornitologiska arbeten intar Naturgeschichte der Hof- und Stubenvögel (femte upplagan 1870) främsta rummet.
Auktorsnamnet Bechst. kan användas för Johann Matthäus Bechstein i samband med ett vetenskapligt namn inom botaniken; se Wikipediaartiklar som länkar till auktorsnamnet.